# August Låftman
Johan Jakob August Låftman (i riksdagen kallad Låftman i Billingsfors), född 13 februari 1841 i Gåsborn i Värmland, död 16 januari 1917 i Åmåls stadsförsamling, var en svensk politiker. Han var far till Herman Låftman samt farbror till Sven Låftman och Thor L. Brooks.
Låftman var elev vid Filipstads bergsskola 1858–1859. Han blev bruksdisponent vid Billingsfors bruk 1879 och samma år styrelseledamot och verkställande direktör för Dalslands kanalaktiebolag. Låftman var politiskt aktiv som kommunalman och landstingsman. Han var ledamot av andra kammaren 1887 som representant för Tössbo och Vedbo domsagas valkrets, som efterträdare till Allvar Olsson.